# Cena bastlířů
Cena bastlířů byla internetová soutěž, kterou v letech 2017 a 2018 organizoval Petr Šrámek (chiptron.cz) a propagovaly stránky chiptron.cz, tajned.cz a rajbastliru.cz. Byla zaměřena na kutilství (bastlení) v oborech elektronika, programování a souvisejících. Sloužit měla především jako zpětná vazba od uživatelů internetu, jejím hlavním cílem bylo zviditelnění zajímavých subjektů a ocenění těch nejlepších. První ročník se uskutečnil v roce 2017.  
Každým rokem bylo vyhlášeno devět kategorií – nejlepší web, fórum, tutoriál, škola, zájmový kroužek, projekt, e-shop, firma a produkt. Soutěž měla dvě fáze, první fáze byla nominační.

## Výsledky

### Nejlepší web
| rok  | 1. místo         | 2. místo | 3. místo       |
| ---- | ---------------- | -------- | -------------- |
| 2017 | Svet Elektroniky | Živě.cz  | Arduino.cz     |
| 2018 | Arduino.cz       | Živě.cz  | Arduino návody |

### Nejlepší fórum
| rok  | 1. místo         | 2. místo          | 3. místo    |
| ---- | ---------------- | ----------------- | ----------- |
| 2017 | Svet Elektroniky | Elektro Bastlirna | Arduino.cz  |
| 2018 | Arduino-forum.cz | Elektro Bastlirna | SVETELEKTRO |

### Nejlepší tutoriál
| rok  | 1. místo                       | 2. místo                 | 3. místo                    |
| ---- | ------------------------------ | ------------------------ | --------------------------- |
| 2017 | Pojďme programovat elektroniku | Eagle                    | Programujeme AVR v jazyku C |
| 2018 | Začínáme s Arduinem            | Hradla, volty, jednočipy | Stavba 3D tlačiarne         |

### Nejlepší škola
| rok  | 1. místo | 2. místo   | 3. místo |
| ---- | -------- | ---------- | -------- |
| 2017 | FEL ČVUT | FEEC VUTBR | FEL ZČU  |
| 2018 | FEL ČVUT | FEKT VUT   | FIIT STU |

### Nejlepší zájmový kroužek
| rok  | 1. místo                            | 2. místo | 3. místo         |
| ---- | ----------------------------------- | -------- | ---------------- |
| 2017 | Arduino akademie SH                 | MacGyver | Radioklub OK1KVK |
| 2018 | Programování elektroniky a robotiky | MacGyver | Robotika Brno    |

### Nejlepší projekt
| rok  | 1. místo       | 2. místo                                                                           | 3. místo                               |
| ---- | -------------- | ---------------------------------------------------------------------------------- | -------------------------------------- |
| 2017 | Turris Omnia   | Pojďme programovat elektroniku: Postavíme si meteostanici s barevným TFT displejem | Satelit pro soutěž CanSat              |
| 2018 | Robotická ruka | WiFi spínač Swifitch                                                               | Stavba meteo stanice WeatherDuino Pro2 |

### Nejlepší e-shop
| rok  | 1. místo        | 2. místo      | 3. místo                  |
| ---- | --------------- | ------------- | ------------------------- |
| 2017 | TME             | GM electronic | GES-ELECTRONICS           |
| 2018 | Arduino-shop.cz | GM electronic | TME Czech republic s.r.o. |

### Nejlepší firma
| rok  | 1. místo      | 2. místo                  | 3. místo      |
| ---- | ------------- | ------------------------- | ------------- |
| 2017 | TME           | Prusa Research            | GM electronic |
| 2018 | GM electronic | TME Czech Republic s.r.o. | Prusa3D       |

### Nejlepší produkt
| rok  | 1. místo       | 2. místo         | 3. místo               |
| ---- | -------------- | ---------------- | ---------------------- |
| 2017 | Raspberry Pi 3 | ESP8266          | Turris Omnia           |
| 2018 | Arduino Uno    | Raspberry Pi 3B+ | Original Prusa i3 MK2S |